# Konakry

Konakry (fr. Conakry) – stolica Gwinei, leży w zachodniej części kraju, nad Oceanem Atlantyckim. Znaczna część miasta znajduje się na wyspie Tombo. W 2014 roku liczyło ok. 1,7 mln mieszkańców.
Konakry jest głównym gospodarczym i kulturalno-naukowym ośrodkiem Gwinei, a także największym portem morskim kraju. Klimat Konakry w klasyfikacji klimatów Köppena należy do klimatów tropikalnych monsunowych (Am).

## Historia
Miasto Konakry zostało założone w 1880 roku. W 1884 roku miasto zajęli Francuzi, a pod koniec XIX wieku miasto zostało stolicą protektoratu Rivieres de Sud, a później Gwinei Francuskiej. Dynamiczny rozwój miasta nastąpił po II wojnie światowej, a szczególnie po uzyskaniu niepodległości w 1958 roku.

## Kultura
- Muzeum Narodowe Sandervalia (Musée national de Sandervalia)[3]
- Ogród Botaniczny w Konakry (Jardin botanique de Conakry)[4]
- Biblioteka Narodowa Gwinei
- Archiwum Narodowe Gwinei (Archives nationales de Guinée)[5]

### Wydarzenia kulturalne
Miasto od  23 kwietnia 2017 do 22 kwietnia 2018 roku było Światową Stolicą Książki 2017 i było trzecim afrykańskim miastem, które gościło to wydarzenie.

## Gospodarka
- Przemysł spożywczy
- Wydobycie boksytów i rud żelaza

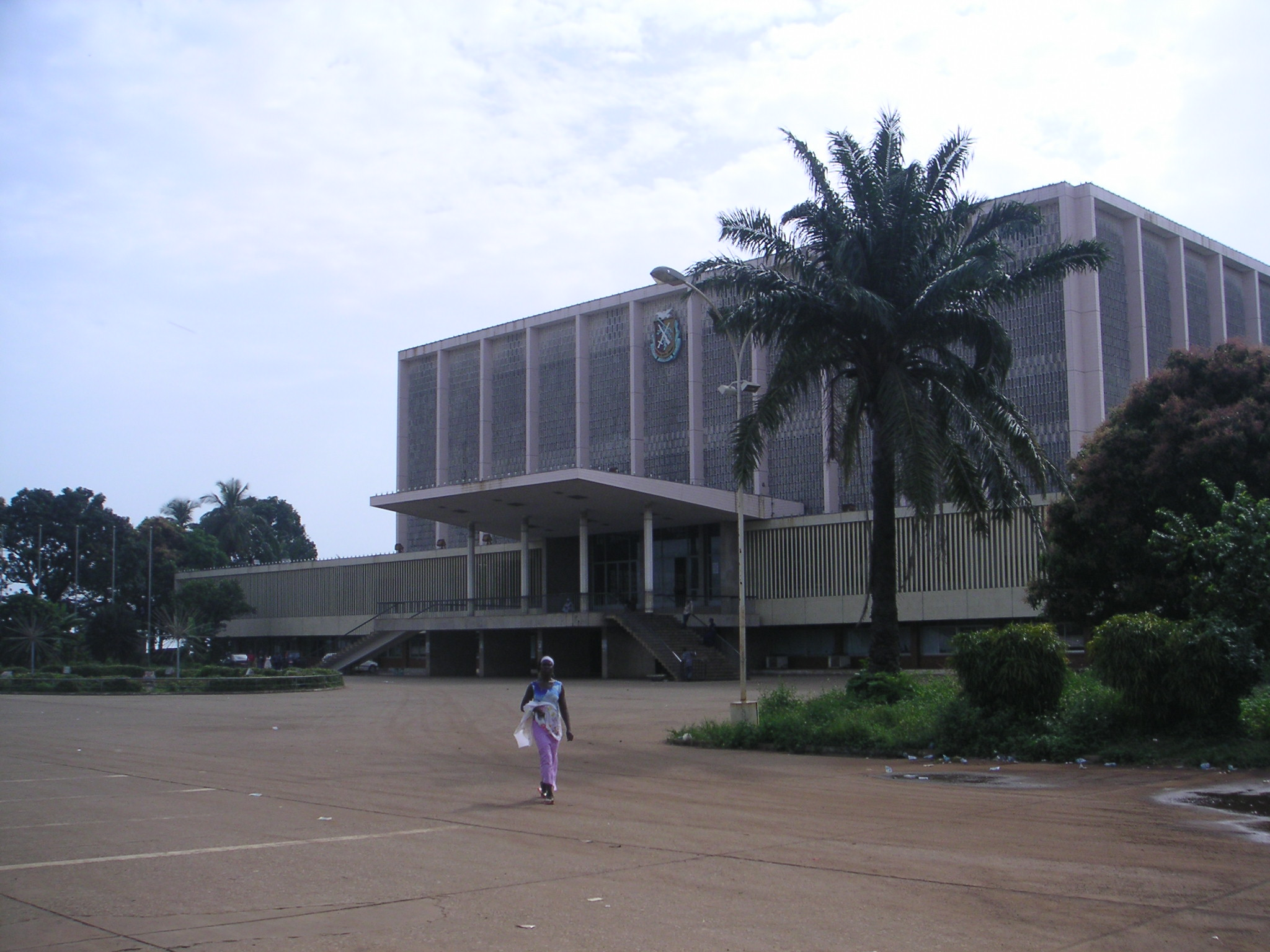
Palais du Peuple
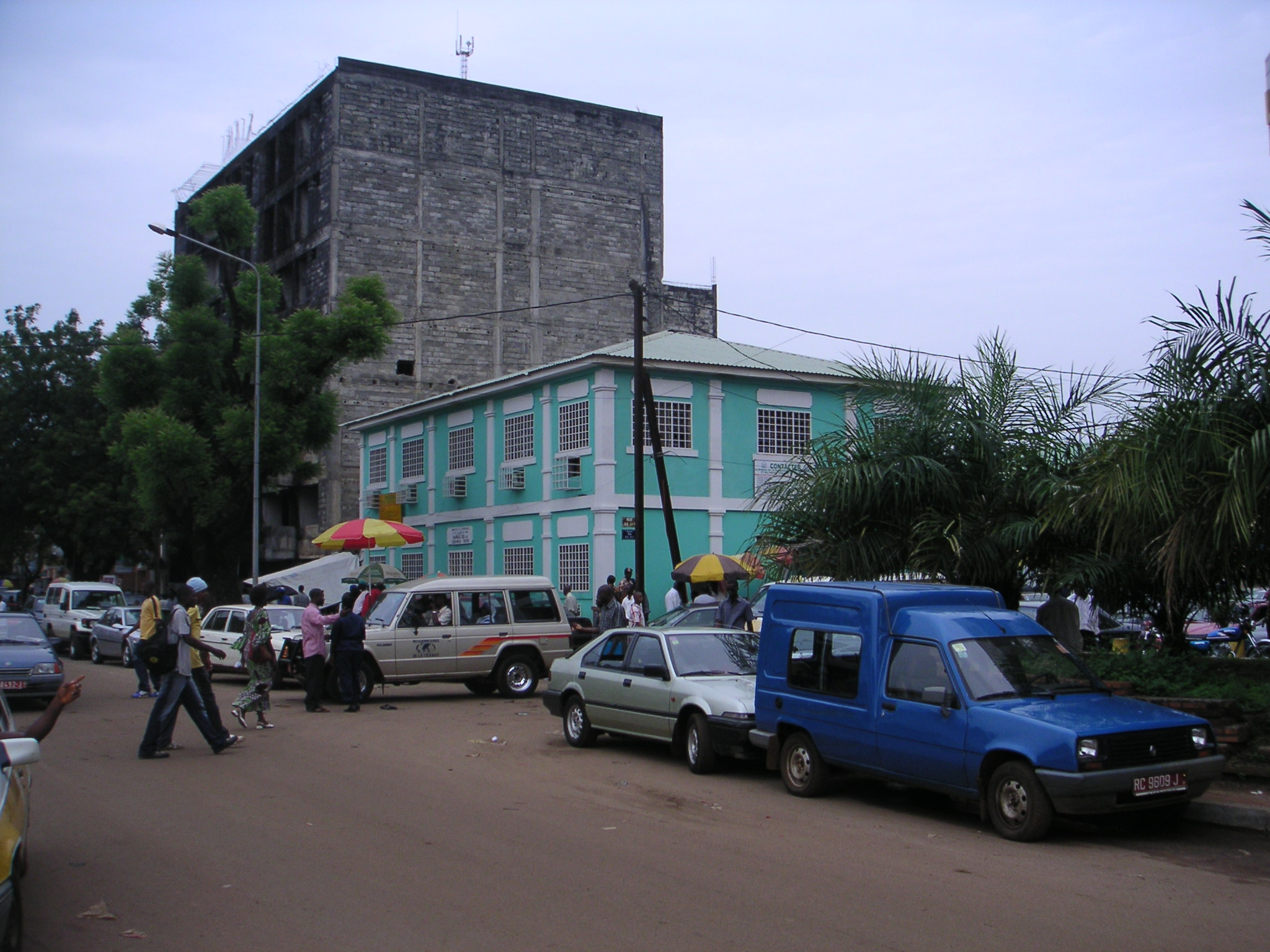
Ulice miasta